# George Karlaftis
George Matthew Karlaftis (in greco Γιώργος Καρλαύτης?; Atene, 3 aprile 2001) è un giocatore di football americano greco che milita nel ruolo di defensive end per i Kansas City Chiefs della National Football League (NFL).

## Carriera universitaria
Nella sua prima stagione all’Università Purdue nel 2019, Karlaftis partì come titolare in 12 partite, facendo registrare 54 tackle e 7,5 sack. L’anno seguente disputò solo tre partite a causa della positività al COVID-19, finendo l’anno con 4 tackle e 2 sack. Alla fine della stagione 2021, in cui fece registrare 4,5 sack, dichiarò la sua intenzione di passare tra i professionisti.

## Carriera professionistica
Karlaftis fu scelto come 30º assoluto nel Draft NFL 2022 dai Kansas City Chiefs. Debuttò come professionista partendo come titolare nella gara del primo turno vinta contro gli Arizona Cardinals mettendo a segno un placcaggio e un passaggio deviato. Nel penultimo turno mise a segno il suo quinto sack nelle ultime sei partite nella vittoria sui Denver Broncos. La sua prima stagione si concluse con 18 tackle e 6 sack disputando tutte le 17 partite come titolare e venendo inserito nella formazione ideale dei rookie dalla Pro Football Writers of America. Un altro sack lo mise a segno su Joe Burrow nella finale della AFC vinta contro i Cincinnati Bengals che qualificò i Chiefs al Super Bowl. Il 12 febbraio 2023, nel Super Bowl LVII vinto contro i Philadelphia Eagles per 38-35, fece registrare 2 placcaggi, conquistando il suo primo titolo.
Nella stagione regolare 2024 Karlaftis mise a segno 8 sack. Nel divisional round dei playoff ne fece registrare altri tre su C.J. Stroud nella vittoria sugli Houston Texans per 23-14.
Il 20 luglio 2025 Karlaftis firmò un rinnovo contrattuale quadriennale del valore di 93 milioni di dollari.

## Palmarès

### Franchigia
- Super Bowl : 2

Kansas City Chiefs: LVII, LVIII
- American Football Conference Championship: 3

Kansas City Chiefs: 2022, 2023, 2024

### Individuale
- PFWA All-Rookie Team - 2022